# Pirizania salebrosella
Pirizania salebrosella är en fjärilsart som beskrevs av Hans Georg Amsel 1954. Pirizania salebrosella ingår i släktet Pirizania och familjen mott. Inga underarter finns listade i Catalogue of Life.